# Gil Bel
Gil Bel Mesonada (Utebo, Zaragoza, 1 de septiembre de 1895 - Madrid, 14 de julio de 1949) fue un intelectual español autodidacta, polifacético escritor y periodista, teórico del arte de vanguardia y activo anarcosindicalista.

## Biografía
Nacido en una familia de agricultores acomodados del pueblo de Utebo, apenas a doce kilómetros de la capital.
Con Ángel Samblancat y Joaquín Maurín editó una revista libertaria en Huesca, Talión, en 1915. En octubre de ese mismo año 1915 comenzó a colaborar en El Ideal de Aragón, órgano del partido Republicano Autónomo Aragonés, editado en Zaragoza y que Gil Bel dirigió entre abril de 1917 y enero de 1919, sustituyendo a su paisano Venancio Sarría. Por estas fechas hizo amistad con el pintor uruguayo Rafael Barradas, uno de los inyectores de la naciente vanguardia española.
En 1919 se traslada a Madrid como redactor del diario republicano España Nueva, fundado y dirigido por Rodrigo Soriano, trabajando también como corresponsal en París entre 1920 y 1921. En Madrid compartió con Ramón Acín la efervescencia ideológica y cultural que bullía en aquellos días en la capital de España; además de relacionarse con los aragoneses Federico Comps Sellés, José Luis González Bernal, Alfonso y Luis Buñuel y Honorio García Condoy, Gil Bel entró en contacto con los artistas que constituyeron el núcleo original de la Escuela de Vallecas, Benjamín Palencia y Alberto.
En 1923, la dictadura de Primo de Rivera le hizo volver a Utebo. En esos años colaboró en revistas como Alfar, Las 4 estaciones, Noreste o La Gaceta Literaria (1929-1930). Volvió con la Segunda República a la labor sindical en las columnas de Solidaridad Obrera de Barcelona, y del Diario Confederal de la CNT. También colabora en Nueva Senda y el semanario barcelonés Mediterráneo. Durante la Guerra Civil dirigió El Sindicalista'. 
Concluida la contienda, y a pesar de que todos los testimonios coinciden en que fue un hombre bueno y de gran corazón (escribe Pérez-Lizano que durante la guerra repartió carnets de la FAI entre algunas gentes de derechas para salvarles de una muerte segura), su filiación anarquista estuvo a punto de costarle la vida; su paisano Eusebio Oliver, médico de la familia Luca de Tena y de los generales Yagüe y Varela, le salvó de ser fusilado. En la posguerra vivió en Madrid, trabajando como gerente de la productora y distribuidora cinematográfica UFILMS; hasta su muerte tras un infarto en plena calle el 14 de julio de 1949.

## Novelas de Gil Bel
- Nazarenos de violencia y Voces interiores ambas de 1923, y Delicadeza, editada por la Biblioteca Aurora de Buenos Aires (fecha ignota).
- Abajo lo burgués, se publicó en La Novela Social de Ediciones Minuesa en 1932
- El último atentado, publicada el 10 de noviembre de 1922 con el número once de La Novela Roja, del editor Fernando Pintado.[6]